# Berijew KOR-1
Die sowjetische Berijew KOR-1 (russisch Бериев КОР-1, auch: Be-2, Бе-2) ist ein katapult- und hochseefähiges Aufklärungsflugzeug und löste in dieser Funktion Mitte der 1930er-Jahre das Doppeldecker-Flugboot KR-1 ab. KOR steht für Korabelni raswedtschik (russ. Корабелний разведчик), Bootsaufklärer.

## Geschichte
Sie ist eines der wenigen sowjetischen Seeflugzeuge, die ausschließlich und von Beginn ihrer Entwicklung an als Schwimmerflugzeug ausgelegt waren. Konstruiert wurde die KOR-1 1934/35, der Prototyp flog 1936 erstmals, der Bau einer kleinen Serie begann im Werk Nr. 31 in Tbilissi ab 1937 und die Einführung in die Bordaufklärungsstaffeln ab 1938. Da die KOR-1 neben ihrem Hauptverwendungszweck auch leichte Kampfaufgaben übernehmen sollte, war sie sturzflugfähig ausgeführt; demselben Zweck diente ihre Offensivbewaffnung.
Bei Beginn des Krieges gegen Deutschland wurde sie zur Verteidigung der Schwarzmeerküste verwendet und dabei sogar zu Schlachtfliegereinsätzen herangezogen, wobei einige auch ein provisorisches Radfahrwerk erhielten und vom Land aus operierten. Einige KOR-1 setzte man als Bordflugzeuge von großen Überwasserschiffen, so auf den schweren Kreuzern Maxim Gorki und Kirow, ein. Besondere Stärken der KOR-1 waren ihre guten Steigleistungen und die überdurchschnittliche Wendigkeit. Abgelöst wurde sie durch die Be-4 (KOR-2).

## Technische Beschreibung
Die KOR-1 ist ein Doppeldecker in Gemischtbauweise mit zentralem Hauptschwimmer unter dem Rumpf. Das Gerüst für Rumpf und Tragwerk besteht aus Leichtmetall und ist teils stoffbespannt (Flügel und Leitwerk über alles, Rumpfmitte und Heck), teils mit Leichtmetall beplankt (Rumpfbug- und -unterseite). Die einholmigen Tragflächen gleicher Flügelspannweite sind untereinander sowie mit dem Rumpf durch Doppel-T-Stiele verbunden und verspannt und können für den Bordbetrieb beigeklappt werden. Das Leitwerk ist in Normalbauweise ausgeführt und verstrebt. Das Schwimmwerk, bestehend aus dem einstufigen, gekielten Hauptschwimmer mit hochziehbarem Ruder und zwei ungestuften Stützschwimmern an den Flügelenden, besteht aus Metall und ist verstrebt und verspannt.

## Technische Daten

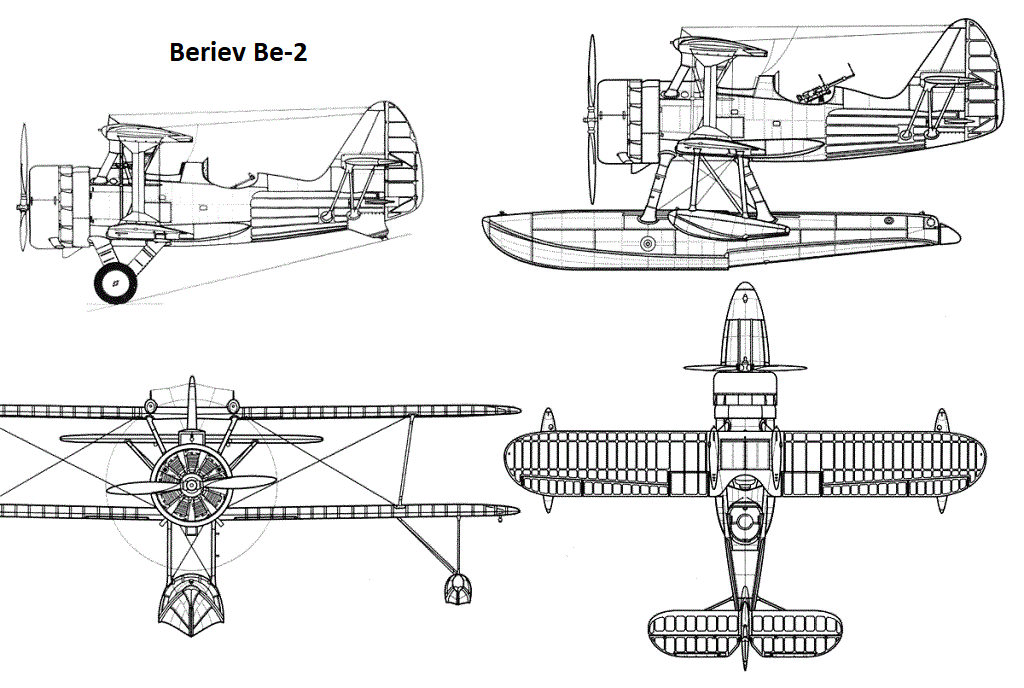
Dreiseitenansicht mit Rad- und Schwimmerausführung

| Kenngröße             | Daten |
| --------------------- | --- |
| Konzeption            | Hochseefähiges Aufklärungsflugzeug |
| Konstrukteur(e)       | Georgi Michailowitsch Berijew |
| Besatzung             | 2 (Pilot, Beobachter/Bordschütze) |
| Spannweite            | 11,00 m 4,50 m mit beigeklappten Tragflächen |
| Länge                 | 8,67 m 8,88 m mit beigeklappten Tragflächen |
| Höhe                  | 4,50 m |
| Flügelfläche          | 20,30 m² |
| Leermasse             | 1800 kg |
| Startmasse            | normal 2486 kg maximal 2500 kg |
| Flächenbelastung      | 78 kg/m² |
| Leistungsbelastung    | 5,3 kg/PS |
| Antrieb               | ein Neunzylinder-Sternmotor M-25 unterschiedlicher Baureihen mit Dreiblatt-Luftschraube |
| Startleistung         | 515–552 kW (700–750 PS) |
| Kraftstoffvorrat      | 540 l im Rumpf, dazu Reserve- und Zusatzbehälter im Mittelschwimmer |
| Höchstgeschwindigkeit | 277 km/h in 2000 m Höhe |
| Marschgeschwindigkeit | 216 km/h in 2000 m Höhe |
| Landegeschwindigkeit  | 100 km/h |
| Steiggeschwindigkeit  | 350 m/min |
| Steigzeit             | 3,2 min auf 1000 m 20 min auf 5000 m |
| Dienstgipfelhöhe      | 6600 m |
| Reichweite            | normal 620 km maximal 800 km |
| Aktionsradius         | 320 km |
| Flugdauer             | normal 3,5 h maximal 5 h |
| Seefähigkeit          | bis Seegang 4 |
| Bewaffnung            | zwei starre 7,62-mm-MG SchKAS im Baldachin des Oberflügels ein bewegliches 7,62-mm-MG PW-1 im Beobachterstand zwei 100-kg-Bomben an Außenaufhängungen an den Unterflügeln beiderseits des Rumpfes |